# Trolle Ljungby slott

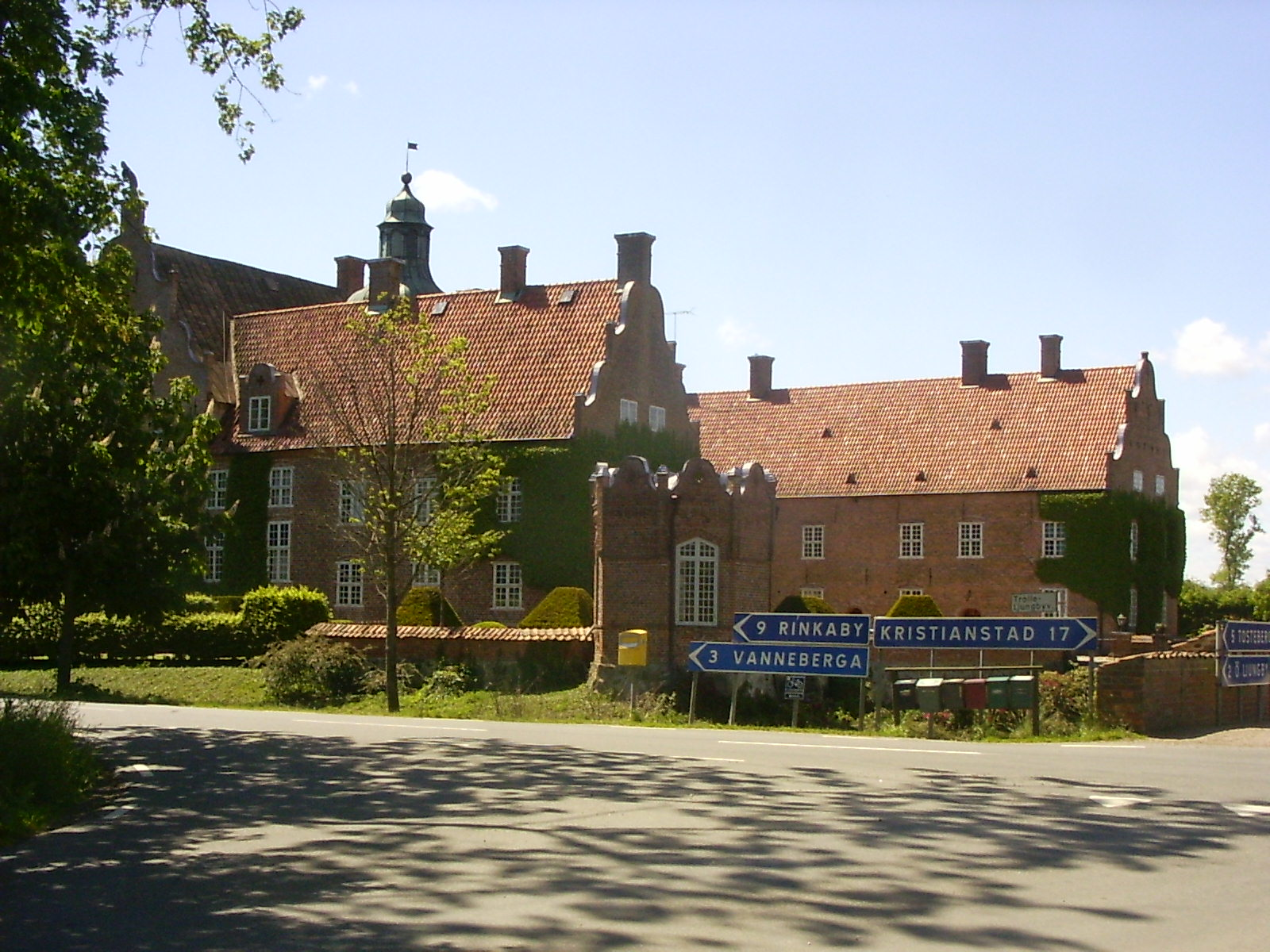
Trolle Ljungby slott

Trolle Ljungby slott är ett slott och före detta fideikommiss i Trolle-Ljungby socken, Kristianstads kommun.
Slottet hör till Skånes mest praktfulla renässansbyggnader i typisk Christian IV-stil. Godset ägs i dag av släkten Wachtmeister. Till slottet är knutet sagan om Ljungby horn och pipa.
Slottet är ett tvåvåningshus, omfattande huvudbyggnad och två flyglar i oputsat tegel. Huvudbyggnaden uppfördes 1629 på grundmurarna av en 1525 av Sören Norby nedbränd borg. Den västra flygeln uppfördes 1633. Den östra, kallad
"Munkelängan" byggdes 1787. Från borggårdens norra sida leder en 1806 uppförd stenbro till ladugården.

## Historia
Godset, som förr hette Ljungby, var under medeltiden troligen en befäst sätesgård. Det ägdes under 1300–1400-talen av släkten Bille, senare av släkterna Brostrup, Ulfstand och Gyllenstierna. Vid 1500-talets början tror man att det fanns två grundmurade hus, ett i borggårdens sydvästra hörn och ett utefter östra sidan.
Genom Sissela Ulfstands gifte (dotter till Jens Holgersen Ulfstand) med Knud Gyldenstierna övergick Ljungby till släkten Gyldenstierna. 1525 brändes Ljungby ned under Sören Norbys uppror, men byggdes åter upp samt utökades av Sissela. Efter Knuds död 1552 hade Sissela ensam hand om gården i 33 år, fram till sin egen död 1575. När Sisselas sonson, Knud Gyldenstierna (48), ärvde Ljungby 1621 började han med en genomgripande om- och tillbyggnad. Åren 1629–1633 förlängde han det gamla sydvästra huset åt öster och förband nybygget med ”munkelängan” genom att anlägga ett trapptorn åt borggårdssidan. Nybygget var i två våningar och på ena gaveln kan man än idag läsa årtalet 1629 samt initialerna K G S och Ø H F. Sistnämnda bokstäver är hans hustrus initialer, Öllegård Huitfeldt. Några år senare fullbordades den västra tvåvåningsflygeln och även där sattes initialerna upp och med årtalet 1633. Gyldenstierna byggde även en ladugård av tegel. Den byggdes kring en gård som öppnade sig mot slottet och dess flyglar gick fram till vattengraven. Den östra delen av ladugården finns ännu kvar och bär årtalet 1636.
Under det Skånska kriget (1674–1679) anföll snapphanarna Ljungby och brände då delvis ned ladugården, som snart byggdes upp igen. Enligt traditionen skall de även ha lyckats ta sig in på borggården. Man kan ännu hitta spår av kulhål och hugg i trapptornets ekdörr, vilka sägs komma från det tillfället. Under detta krig skall även Karl XI ha haft sitt vinterkvarter på Ljungby samt Råbelöv.
Ljungby övergick 1662 genom köp till diplomaten Peter Julius Coyet. Dennes son, friherre Wilhelm Julius Coyet, bildade av Ljungby, Årup och Ryssås ett ärftligt fideikommiss. Sedan hans ätt dött ut på manssidan, ärvdes Ljungby av Ulrika Lovisa Maria Sparre, gift med riksdrots greve Carl Axel Trolle-Wachtmeister till Trolleberg. Under hennes tid överflyttades 1830 fideikommissrätten från Trolleberg till Ljungby, som sedan dess kallats Trolle Ljungby. Det ärvdes av hennes son Hans Gabriel Trolle-Wachtmeister och har därefter stannat i släktens ägo. 
Siste fideikommissarie var sedan 1956 ryttmästaren greve Hans-Gabriel Trolle-Wachtmeister (född 1923, död 2023). Han var gift med grevinnan Alice Trolle-Wachtmeister till hennes död 2017. I och med grevens död upphörde fideikommisset och fideikommissegendomen övergick till Hans-Gabriel Trolle-Wachtmeisters fideikommissbo.
Fideikommissboet kommer att inneha egendom fram till dess Fideikommissnämnden ger tillstånd till skifte eller till äventyrs, om efterträdaren skulle ansöka om förlängning och regeringen skulle medge detta, till dess regeringen ger sådant medgivande.

## Ägandelängd Trolle-Ljungby fideikommiss
- 1768–1808: Grevinnan Hilla Birgitta Wachtmeister af Johannishus, född Trolle.[6]
- 1808–1810: En av rikets herrar greve Carl Axel Trolle-Wachtmeister.
- 1810–1871: En av rikets herrar greve Hans Gabriel Trolle-Wachtmeister.
- 1871–1907: Landshövdingen greve Axel Knut Trolle-Wachtmeister.
- 1907–1922: Överstekammarjunkaren greve Hans Gustaf Trolle-Wachtmeister.
- 1922–1956: Förste hovstallmästaren greve Oscar Carl-Axel Fredrik Trolle-Wachtmeister.
- 1956–2023: Ryttmästaren greve Hans-Gabriel Trolle-Wachtmeister.
- 2023– : Fideikommissboet efter greve Hans-Gabriel Trolle-Wachtmeister.